# Martin Svrček
Martin Svrček (ur. 17 lutego 2003 w Neslušy) – słowacki kolarz szosowy.

## Osiągnięcia
Opracowano na podstawie:

2019
- 3. miejsce w letnim olimpijskim festiwalu młodzieży Europy (start wspólny)

2020
- 1. miejsce w mistrzostwach Słowacji juniorów (jazda indywidualna na czas)
- 3. miejsce w mistrzostwach Słowacji juniorów (start wspólny)

2021
- 1. miejsce w mistrzostwach Słowacji juniorów (jazda indywidualna na czas)
- 1. miejsce w mistrzostwach Słowacji juniorów (start wspólny)
- 1. miejsce na 3. etapie Medzinárodné dni cyklistiky Dubnica nad Váhom

## Rankingi
| Rok             | 2022  | 2023 | 2024 |
| --------------- | ----- | ---- | ---- |
| World Ranking   | 1066. | 605. | 339. |
| UCI Europe Tour | 763.  | -    | -    |
|                 |       |      |      |
| Źródło: UCI     |       |      |      |